# 奥尔切嫩戈
奥尔切嫩戈（義大利語：Olcenengo），是意大利韦尔切利省的一个市镇。总面积16平方公里，人口729人，人口密度45.6人/平方公里（2009年）。ISTAT代码为002088。